# Caibi
Caibi est une ville brésilienne de l'ouest de l'État de Santa Catarina.

## Géographie
Caibi se situe par une latitude de 27° 04′ 18″ sud et par une longitude de 53° 14′ 52″ ouest, à une altitude de 337 mètres. Sa population était de 6 218 habitants au recensement de 2010. La municipalité s'étend sur 172 km2.
Elle fait partie de la microrégion de Chapecó, dans la mésorégion Ouest de Santa Catarina.

## Histoire
Le premier groupe de colons arrive dans la région en 1926. Il s'agit d'immigrants en provenance du Rio Grande do Sul, descendants d'italiens.
En 1930, des colons russo-allemands les rejoignent amenés par la Companhia Colonizadora Sul Brasil, dirigée par Carlos Culmey. La plupart étaient des vétérans de la Première Guerre mondiale qui voulaient éviter de nouveaux conflits. Ils étaient principalement originaires de Sibérie.
La première église est construite en 1934, consacrée à São Domingos.
Dès 1935, de nombreuses familles s'installent aux alentours de Salete et São Jorge, créant de nouvelles communautés. La localité de São Domingos, aujourd'hui siège de la municipalité de Caibi, appartient alors au district de Palmitos, dans la municipalité de Chapecó. Une autre localité portait cependant le nom de São Domingos dans la municipalité de Chapecó, ce qui créait de nombreuses confusions. La ville prit alors le nom de Caibi.
Dans les années 1960, un mouvement d'émancipation prend forme, qui aboutit à la création de la municipalité de Caibi, par une résolution de 1964, effective en 1965.

## Villes voisines
Caibi est voisine des municipalités (municípios) suivantes :
- Cunha Porã
- Iraceminha
- Mondaí
- Palmitos
- Riqueza
- Vicente Dutra dans l'État du Rio Grande do Sul